# Park dworski w Polnej
Park dworski w Polnej – zabytkowy park dworski znajdujący się w Polnej, w gminie Grybów, w powiecie nowosądeckim (województwo małopolskie).
Według rejestru zabytków Narodowego Instytutu Dziedzictwa obiekt został wpisany do rejestru zabytków nieruchomych województwa małopolskiego 11 listopada 1985 roku pod numerem rej.: A-194.

## Położenie

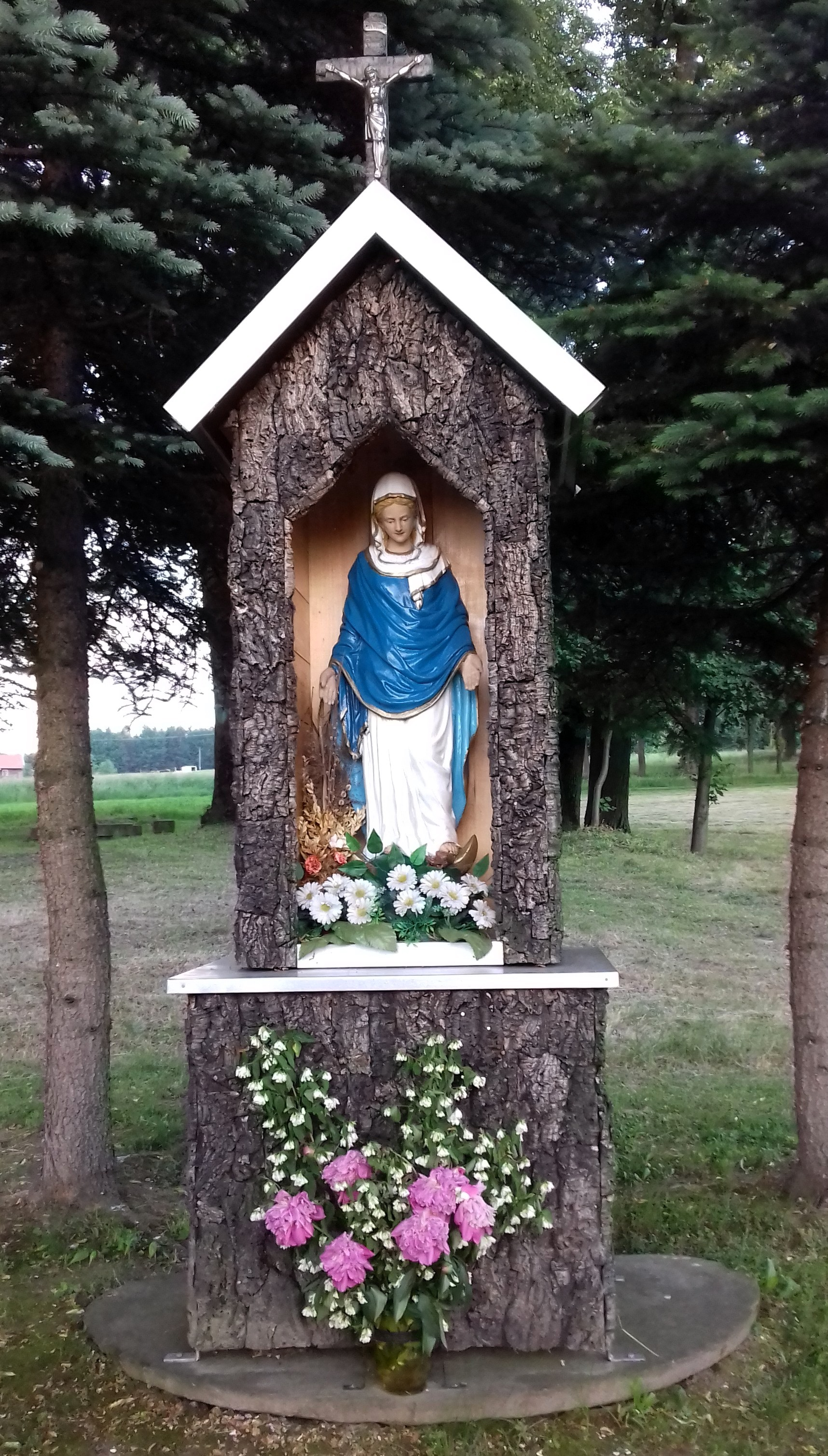
Kapliczka Matki Bożej na terenie parku.

Dawny park dworski znajduje się w pobliżu centrum miejscowości Polna, dokładniej w południowej części miejscowości na wzniesieniu przy drodze gminnej łączącą Polną z Wyskitną; w bliskim sąsiedztwie kościoła parafialnego św. Andrzeja Apostoła, przy drodze powiatowej 1466K Stróże–Polna–Łużna.

## Historia
Park powstał około 1. połowy XIX w. ma kształt przypominający prostokąt, roznosi się z niego widok między innymi na Maślaną Górę. Stworzony w stylu parku krajobrazowego – angielskiego (beautyful). Park ten otaczał miejscowy dwór, dziś już nieistniejący. W parku występowały głównie drzewa takie jak m.in.: brzoza brodawkowata, dąb szypułkowy, jesion wyniosły, kasztanowiec biały, klon polny, lipa drobnolistna, morwa biała, modrzew europejski, jałowiec sabiński oraz krzewy. Obecnie w dawnym parku głównie znajdują się m.in. 300-letnie lipy i dęby. Pośrodku parku znajduje się wgłębienie terenu prawdopodobnie po dawnym stawie. Park w Polnej ma ścisły związek z parkiem w Ropicy Polskiej (choć brak dowodów, iż projektowała je ta sama osoba).

## Obiekty w parku
Na terenie parku znajdują się m.in.:
- budynki mieszkalne i gospodarcze[3],
- kapliczka Matki Bożej z ok. 1780 r. (remontowana w 1982 i 2017)[7].